# بي إم بي-4
بي إم دي-4 (بالروسية: БМД-4) هي عربة إنزال جوي دخلت الخدمة في عام 2005. بنيت الدبابة على هيكل بي إم دي-3. تملك هذه العربة مدفع رئيسى عيار 100 مم والمحورى عيار 30 مم، يبلغ مستوى القذائف العادية من عيار 100 حوالى 7 كم، يأتي المدفع الرئيسي مع ملقم آلي الذي يمكنه كذلك تحميل الصواريخ الموجهة، ويمكن للمدفع إطلاق القذائف بمعدل 10 - 15 قذيفة في الدقيقة. توفر دروع العربة حماية ضد نيران القوات الصغيرة وشظايا المدفعية، كما أنها تمتلك نظام أن بي سي للحماية النووية.